# Werner Friedrich Kümmel
Werner Friedrich Kümmel (* 17. Oktober 1936 in Zürich; † 21. Januar 2025) war ein deutscher Musikwissenschaftler, Medizinhistoriker und Hochschullehrer.

## Leben
Werner Friedrich Kümmel war der älteste Sohn des Theologen Werner Georg Kümmel und wuchs in Zürich, Mainz und Marburg auf. Zu seinen Vorfahren zählt der Anatom Jakob Henle. Kümmel studierte Geschichte, Musikwissenschaft, Klassische Philologie und Philosophie in Marburg, Kiel und Göttingen (1963 Staatsexamen für das höhere Lehramt). Nach der Promotion 1966 an der Philipps-Universität Marburg zum Dr. phil. im Fach Neuerer Geschichte war er von 1966 bis 1969 Stipendiat der DFG. Von 1970 bis 1973 war er Assistent am Senckenbergischen Institut für Geschichte der Medizin der Goethe-Universität. Nach der Habilitation 1973 für Geschichte der Medizin in Frankfurt am Main und Ernennung zum Professor war er von 1976 bis 1985 Professor am Medizinhistorischen Institut der Universität Mainz. Von 1986 bis 1988 leitete er das Institut für Geschichte der Medizin der Robert Bosch Stiftung. In den 1980er Jahren gehörte er mit Fridolf Kudlien, Eduard Seidler, Gunter Mann, Gerhard Baader und Rolf Winau zu den Institutsdirektoren, welche begannen, die Medizin im Nationalsozialismus in dem Mittelpunkt ihrer Forschungen zu stellen. Von Oktober 1988 bis März 2002 war er Leiter des Medizinhistorischen Institutes in Mainz. 2004 wurde ihm eine akademische Festschrift gewidmet.
Seine Forschungsschwerpunkte waren Edition der Tagebücher Samuel Thomas von Soemmerrings, die Bedeutung des Arztes für das Verhältnis zwischen Christen und Juden in Spätmittelalter und Früher Neuzeit, die Beziehungen zwischen Medizin und Musik, Alexander von Humboldt und das Gelbfieber sowie Medizinhistoriker im Dritten Reich.
Werner Friedrich Kümmel wurde 1998 in der Sektion Wissenschafts- und Medizingeschichte zum Mitglied der Deutschen Akademie der Naturforscher Leopoldina gewählt.
Im Januar 2025 verstarb er im Alter von 88 Jahren.

## Schriften (Auswahl)
- Geschichte und Musikgeschichte. Die Musik der Neuzeit in Geschichtsschreibung und Geschichtsauffassung des deutschen Kulturbereichs von der Aufklärung bis zu J. G. Droysen und Jacob Burckhardt. Marburg 1967, OCLC 876654412.
- Musik und Medizin. Ihre Wechselbeziehungen in Theorie und Praxis von 800 bis 1800. Freiburg im Breisgau / München 1977 (= Freiburger Beiträge zur Wissenschafts- und Universitätsgeschichte. Band 2), ISBN 3-495-49602-5.
- Der Homo litteratus und die Kunst, gesund zu leben. Zur Entwicklung eines Zweiges der Diätetik im Humanismus. In: Rudolf Schmitz, Gundolf Keil (Hrsg.): Humanismus und Medizin. Acta humaniora, Weinheim an der Bergstraße 1984 (= Deutsche Forschungsgemeinschaft: Mitteilungen der Kommission für Humanismusforschung. Band 11), S. 67–85.
- Kursus der medizinischen Terminologie. CompactLehrbuch. Stuttgart 1999, ISBN 3-7945-1935-3.
- Medizin und Nationalsozialismus. Istanbul 2018, ISBN 978-605-82308-3-5.